# Aung San

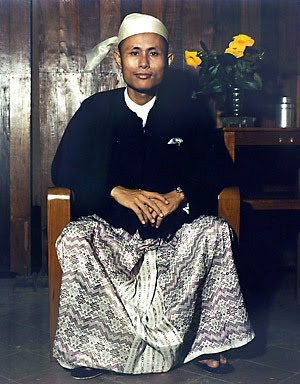
Aung San

Aung San (Natmauk, 13 februari 1915 – Rangoon, 19 juli 1947) was een Birmees revolutionair, nationalist, militair en politicus. Hij speelde een belangrijke rol in de onafhankelijkheid van Birma en wordt in zijn land door velen als een vader beschouwd.

## Biografie
Hij was in zijn studententijd een van de grondleggers van de Thakin-beweging, die streefde naar onafhankelijkheid. Al voor de Japanse inval in het door de Britten overheerste Birma sloot Aung San zich met dertig revolutionairen (de thirty comrades) aan bij de Japanners. Een belangrijke reden daarvoor was dat Japan onafhankelijkheid beloofde. Onder hen was ook Ne Win, die later het land 36 jaar als dictator zou overheersen. De Japanners bleken brute overheersers. Toen in het tweede deel van de Tweede Wereldoorlog de Britten samen met de Amerikanen en Chinezen stukje voor stukje Birma terugveroverden liep Aung San met zijn onafhankelijkheidsleger over naar de geallieerden. Aan het einde van WOII richtte hij de ’’Anti-Fascist People’s Freedom League’’ (AFPFL) op, een partij die de naoorlogse politiek in Birma langdurig zou beheersen. 
Na afloop van de Tweede Wereldoorlog richtte Aung San zich weer op het verkrijgen van onafhankelijkheid. De Britten hoopten op de oude voet door te gaan, maar net als in Brits-Indië bleek dit niet mogelijk. De uitvoerende macht kwam in handen van een raad onder de Britse gouverneur, waarin ook Birmezen zitting hadden. Aung San reisde naar Engeland om bij premier Clement Attlee zijn zaak te bepleiten. Er werd afgesproken dat Birma begin 1948 onafhankelijk zou worden. Aung San zou de onafhankelijkheid op 4 januari 1948 niet meer meemaken. Hij werd, samen met enkele collega's van de executive council die in zitting bijeen was, vermoord op 19 juli 1947. Een politieke rivaal, voormalig minister-president U Saw, werd veroordeeld en opgehangen voor de aanslag. Algemeen wordt echter aangenomen dat er meer aan de hand was dan een afrekening tussen politieke rivalen. Vreemde gebeurtenissen rond het proces versterkten dat gevoel nog eens. Getuigen kwamen op mysterieuze wijze om het leven en de handelingen van de rechtszaak zijn spoorloos.
Elk jaar wordt de aanslag op 19 juli herdacht tijdens de Dag van de Martelaren.

## Erfenis

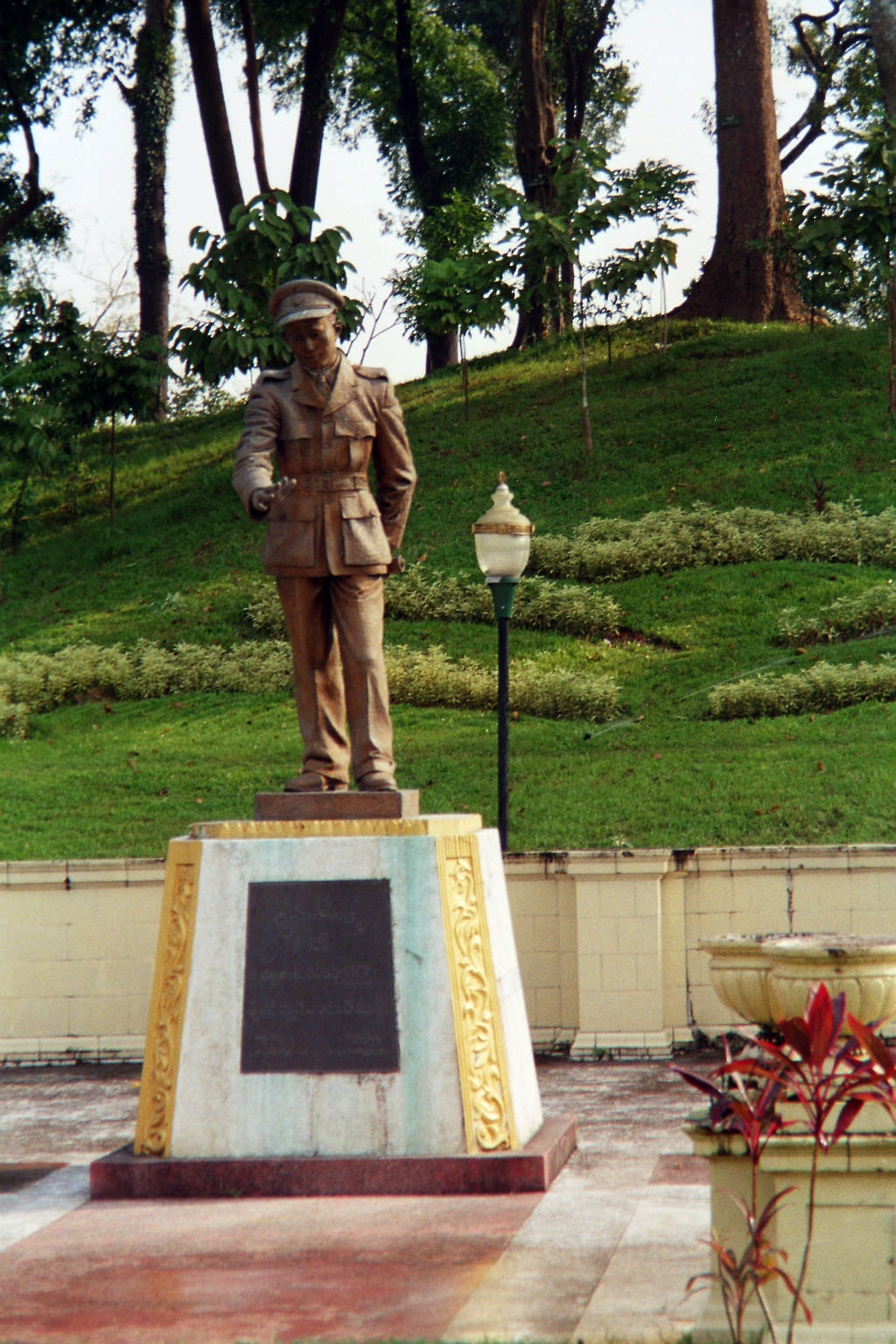
Standbeeld van Aung San in Yangon in 2006

Aung San wordt gezien als de vader van de Birmese onafhankelijkheid en daarvoor tot op de dag geëerd. Er is vrijwel geen huis in Birma waarin geen foto van Aung San hangt, ondanks de pogingen van het militaire regime om Aung San uit de geschiedenisboekjes te poetsen. Een van zijn grootste prestaties was dat hij tijdens de Panglong-conferentie de etnische minderheden achter het idee van een Unie van Birma wist te krijgen. Na de dood van Aung San versplinterde de broze eenheid echter snel, toen diverse minderheden de wapens oppakten. 
Aung San had samen met zijn vrouw Daw Khin Kyi drie kinderen. Het bekendst is dochter Aung San Suu Kyi, die mede dankzij haar legendarische achternaam sinds 1988 een spilrol speelt in de Birmese politiek met haar partij de NLD. De NLD staat geweldloos verzet tegen de militaire dictatuur voor en hoopt het land te democratiseren.